# São João do Paraíso (kommun i Brasilien, Maranhão)
São João do Paraíso är en kommun i Brasilien.   Den ligger i delstaten Maranhão, i den östra delen av landet, 1 000 km norr om huvudstaden Brasília. Antalet invånare är 10 823.
Omgivningarna runt São João do Paraíso är huvudsakligen savann. Runt São João do Paraíso är det mycket glesbefolkat, med 5 invånare per kvadratkilometer.